# 척수신경 뒤가지
척수신경의 뒤가지, 또는 등쪽 가지(dorsal ramus of spinal nerve)는 척수신경의 뒤쪽 갈래이다. 뒤가지(ramus는 가지를 뜻하는 라틴어, 복수형 rami)는 신경이 척수에서 나온 후 척수신경 뒤뿌리 쪽에서 형성된다. 척수신경은 뒤가지와 앞가지(ventral ramus) 양쪽에 의해 형성된다. 뒤가지는 주로 사람의 등 쪽에서 근육을 지배하고 피부 감각에 관한 정보를 전달한다.

## 구조
앞뿌리 축삭은 뒤뿌리신경절(dorsal root ganglion)과 합류하여 혼합된 척수신경을 형성한다. 척수신경은 말초신경계를 형성하기 위해 다시 섞인다. 이렇게 척수신경이 형성된 직후, 이들은 다시 앞가지와 뒤가지로 나뉜다. 척수신경은 감각과 운동 정보를 모두 전달하는 혼합신경으로, 자율신경절(sympathetic ganglia)과 연결되기 위해 교통가지(ramus communicans)를 낸다.
뒤가지가 형성된 이후에는 각 척수신경의 뒤가지는 C1, S4, S5를 제외하면 뒤쪽으로 주행한다.. 뒤가지는 안쪽, 중간, 가쪽(medial, intermediate, lateral)가지로 나뉜다. 가쪽가지는 엉덩갈비근(iliocostalis muscle)을 지배하며 등 근육 가쪽의 피부에도 분포한다. 중간가지는 가시근(spinalis muscle)과 가장긴근(longissimus muscle)을 지배한다. 안쪽가지는 가로돌기가시근육(transversospinales muscles), 가시사이근육(interspinalis muscles), 가로돌기사이근육(intertransversarii muscles), 뒤통수밑근육(suboccipital muscle), 널판근(splenius muscle)과 같은 그 외의 근육들이나 돌기사이관절(zygapophyseal joint)에 분포한다.

## 기능
각 척수신경은 감각 정보와 운동 정보를 모두 전달하기 때문에 척수신경을 혼합신경이라고도 부른다. 뒤가지(dorsal rami, posterior rami)는 내장 운동, 몸의 운동 및 감각 정보를 피부와 등의 깊은 근육들로 전달한다. 서로 합쳐져 신경얼기를 이루는 앞가지와 다르게 뒤가지는 서로 구별되는 상태를 유지하고, 각각의 가지들은 가지가 척수 신경을 떠나는 높이에서 등을 따라 피부와 근육의 좁고 긴 영역에 분포한다.

## 추가 이미지

앞뿌리와 뒤뿌리에 의해 척수신경이 형성된다.